# Соглашение о международном железнодорожном грузовом сообщении
Соглашение о международном железнодорожном грузовом сообщении, сокращённо СМГС — международное соглашение о прямом грузовом сообщении между станциями, которые открыты для грузовых операций во внутреннем железнодорожном сообщении стран, железные дороги которых участвуют в этом  соглашении .
Соглашение было введено в действие в 1951 году.

## Участники соглашения
Азербайджан, Албания, Беларусь, Болгария, Венгрия, Социалистическая Республика Вьетнам, Грузия,

Исламская Республика Афганистан, Исламская Республика Иран, Казахстан, Китайская Народная Республика, Корейская Народно-Демократическая Республика, Кыргызстан, Латвия, Литва, Республика Молдова, Монголия, Польша, Российская Федерация, Таджикистан, Туркменистан, Узбекистан, Украина, Эстония, Словакия , Чехия

## Цели и задачи соглашения
В соглашении устанавливается порядок приема грузов к перевозке  и выдаче его получателю, порядок заключения договора перевозки, коммерческие реквизиты железнодорожной накладной, сроки доставки груза, правила перевозки грузов на особых условиях (длинномерные, опасные, химические, тяжеловесные, скоропортящиеся, живность).
В том случае, если груз следует до станции железной дороги, не входящей в СМГС, накладная СМГС оформляется до выходной пограничной станции последней транзитной железной дороги, участвующей в СМГС. Далее производится переотправка (переоформление) грузов в страну, железные дороги которой не входят в СМГС. Переоформление и выдачу новой накладной производит выходная пограничная станция в качестве уполномоченного представителя. Старая накладная СМГС прикладывается к новой накладной. Аналогично производится оформление груза, следующего от станции железной дороги, не входящей в СМГС, до соответствующей станции в стране-участнице СМГС.
СМГС состоит из восьми разделов: общие положения, заключение договора перевозки, выполнение договора перевозки, изменение договора перевозки, ответственность железных дорог, порядок подачи претензий и исков, порядок расчетов, общие постановления. СМГС содержит три приложения, касающиеся перевозок почты, опасных грузов и перевозок грузов с участием проводников.
Наряду с основным текстом СМГС в дополнение к нему страны – участницы Соглашения приняли: Единый международный транзитный тариф (ЕТТ), применяемый для исчисления платы за перевозку грузов транзитом по дорогам – участницам СМГС (впоследствии был принят также Международный транзитный тариф (МТТ)).
В СМГС был зафиксирован ряд основополагающих моментов:
• было определено, что грузы могут перевозить по железным дорогам двух и более стран по одному перевозочному документу международной накладной. В этом случае перевозки будут называться "прямым международным сообщением";
• перевозки делятся на прямые железнодорожные, в которых участвуют только железные дороги, и прямые смешанные, в которых кроме железных дорог участвуют другие виды транспорта;
• прямые международные железнодорожные сообщения бывают перегрузочными, когда грузы перегружаются из вагонов одной
колеи в вагоны другой, и бесперегрузочными, когда грузы не перегружаются, а кузова вагонов переставляются на тележки другой колеи;
• прямые международные железнодорожные сообщения могут быть бесперегрузочными, если колея сопредельных стран одинакова (колею той же ширины, что и дороги России, имеют Монголия, Финляндия).
Из характера СМГС следует, что это соглашение регулирует взаимоотношения между железными дорогами разных стран его участниц, вытекающие из вопросов осуществления ими международных перевозок: когда отправитель заключает договор с одной из железных дорог стран-участниц на отправление груза и, по крайней мере, еще одна железная дорога другой страны-участницы впоследствии также участвует в данной перевозке.
Основная цель СМГС – создание единого регламента в вопросах, связанных с заключением международного договора перевозки, содержанием взаимных прав и обязанностей сторон договора, результатом его невыполнения и урегулированием претензий вследствие этого, а также правами и обязанностями лица, в пользу которого осуществлялась перевозка (т.е. получателя груза).
Обязанность соблюдать постановления СМГС относится не только к железным дорогам, его заключившим, но и к каждой железной дороге, принимающей участие в данной перевозке и участвующей в СМГС.
Положениями СМГС прямо предусматривается обязанность железных дорог перевозить грузы, включенные в план перевозок по дороге отправления и обязанность грузополучателя принять прибывший в его адрес груз. При этом нормы о порядке планирования перевозок СМГС не содержат, поскольку это сфера внутреннего законодательства стран-участниц.
Условия перевозок императивны и не могут быть изменены ни соглашениями железных дорог, ни по договоренности между участниками договора перевозки. К предметам, которые по соглашению допускаются к транспортировке с соблюдением особых условий, относятся: железнодорожный подвижной состав, тяжеловесные, длинномерные и негабаритные грузы, опасные грузы по особому перечню и некоторые другие. Для тяжеловесных, негабаритных и длинномерных грузов СМГС предписывает предварительное согласование условий перевозок.
Порядок погрузки и отправления грузов определяется правилами дороги отправления. По отдельным вопросам разработаны общие для всех правила, например, требования к таре, маркировке; унифицированные нормы предусмотрены также для погрузки и крепления грузов на открытых платформах.
Согласно статьям СМГС перевозка грузов в международном сообщении производится между всеми станциями, открытыми для грузовых операций во внутренних сообщениях.
Перевозки грузов в прямом международном железнодорожном сообщении оформляются документом единого образца – это накладная СМГС (приложение 16).
При транзитном сообщении за транспортировку по железным дорогам страны отправления и страны назначения плата взимается также по отдельным внутренним тарифам для этих дорог, а для транзитных дорог третьих стран – по специальным транзитным тарифам.
Исчисляется же плата по кратчайшему расстоянию между теми пограничными станциями, которые указаны в накладной отправителем. Но перевозчик имеет право транспортировать грузы и через другие пограничные станции по более короткому пути, и тогда плата исчисляется по фактическому маршруту.
Важно отметить, что провозные платежи и штрафы при транспортировке по дорогам страны отправления и страны назначения исчисляются в местной валюте. За перевалку грузов в вагон для колеи другой ширины или перестановку колесных пар вагонов на пограничных станциях взимаются дополнительные сборы. Если эти операции производит дорога назначения, такие сборы определяются по её внутреннему тарифу, а в остальных случаях – по ставкам транзитных тарифов.
Чтобы организации внешнеэкономического комплекса имели информацию о движении своих товаров, на пограничных станциях выписывают и отправляют в их адрес экспортные и импортные извещения. Экспортное извещение информирует об отправлении экспортного груза за границу; импортное извещение служит свидетельством об отправке поступившего груза получателю. Подготовкой и рассылкой этих документов занимаются транспортно-экспедиторские конторы железнодорожных станций.